# Philoponella semiplumosa
Espèce
Synonymes
- Uloborus semiplumosus Simon, 1893
- Uloborus variegatus O. Pickard-Cambridge, 1898
- Uloborus communalis Franganillo, 1926
- Uloborus abstrusus Gertsch & Davis, 1942

Philoponella semiplumosa est une espèce d'araignées aranéomorphes de la famille des Uloboridae.

## Distribution
Cette espèce se rencontre du Venezuela au Texas aux États-Unis,.

## Description
La femelle holotype mesure 4 mm.
Les mâles mesurent de 2,4 à 3,4 mm et les femelles de 3,6 à 4,6 mm.

## Publication originale
- Simon, 1893 : Voyage de M. E. Simon au Venezuela (Décembre 1887—Avril 1888). 21e Mémoire. Arachnides (1). Familles des Uloboridae, Zoropsidae, Dictynidae, Oecobiidae, Filistatidae, Sicariidae, Leptonetidae, Oonopidae, Dysderidae, Caponiidae, Prodidomidae, Drassidae, Palpimanidae et Zodariidae. Annales de la Société Entomologique de France, vol. 61, no 4, p. 423-462 (texte intégral).